# All-Ireland Senior Football Championship 1959
L'All-Ireland Senior Football Championship 1959 fu l'edizione numero 63 del principale torneo di calcio gaelico irlandese. Kerry batté in finale Galway, ottenendo la diciannovesima vittoria della sua storia.

## Semifinali
| Dublino 16 agosto 1959 | Kerry | 1-10 – 2-05 | Dublino | Croke Park (70148 spett.) |

| Dublino 23 agosto 1959 | Galway | 1-11 – 1-04 | Down | Croke Park (62688 spett.) |

### Finale
| Dublino 27 settembre 1959, ore 15:30 BST | Kerry | 3-07 – 1-04 | Galway | Croke Park (85897 spett.) |